# Batwoman (televizijska serija)
Batwoman je američka televizijska serija koju je razvila Caroline Dries. Temelji se na DC Comics liku Batwoman a prati kontinuitet ostalih Arrowerse serija. Počinje s emitiranjem 6. listopada 2019. na kanadskom kanalu The CW.
Lik Katie Kane se premijerno pojavljuje 2018. u crossover epizodi "Elseworlds". U listopadu 2019. naručena je cijela sezona od ukupno 22 epizode, no zbog pandemije COVID-19 serija završava nešto ranije snimanje ostavljajući prvu sezonu s ukupno 20 epizoda. Ubrzo nakon završetka prve sezone glavna glumica Ruby Rose napušta seriju, na njeno mjesto dolazi Javicia Leslie koja nasljeđuje lik Batwmoman.
U travnju 2022. serija je otkazana nakon tri sezone.

## Radnja
Tri godine nakon što su Batman/Bruce Wayne nestali, njegova rođakinja Kate Kane kreće u svladavanje demona štiteći ulice Gotham Cityja kao Batwoman.

## Uloge

### Glavni Likovi
- Ruby Rose (sezona 1) i Wallis Day (sezona 2) kao Kate Kane / Batwoman (sezona 1), rođakinja Brucea Waynea, lezbijka
- Rachel Skarsten kao Beth Kane / Alice, Kateina sestra blizanka za koju se misli da je mrtva. Vođa bande Wonderland
- Meagan Tandy kao Sophie Moore, Kateina bivša djevojka
- Nicole Kang kao Mary Hamilton / Poison Ivy II, Kateina sestra i studentica medicine
- Camrus Johnson kao Luke Fox / Batwing, Batmanov vjernik i sin pokojnog Lucius Foxa koji živi i čuva Wayne Tower
- Elizabeth Anweis kao Catherine Hamilton-Kane, Kateina maćeha.
- Dougray Scott kao Jacob Kane, Katein i Bethin otac
- Javicia Leslie kao Ryan Wilder / Batwoman (sezona 2), nova Batwoman nakon što je pronašla odijelo u olupini zrakoplova koji je vračao Kate iz National Cityja.
- Victoria Cartagena kao Renee Montoya (sezona 3), bivša policajka u Gothamskoj policiji koja je otišla jer nije više mogla podnijeti korupciju.
- Robin Givens kao Jada Jet (sezona 3), izvršni direktor Jet Industries.
- Nick Creegan kao Marquis Jet / Joker II (sezona 3): sin Jade Jet, izvršni potpredsjednik "Jeturian Industries", i polubrat Ryane.
- Rachel Maddow daje glas podcast voditeljice za "Vesper Fairchild"

## Popis Sezona
Serija se u Hrvatskoj od 23. prosinca 2019. emitira na HBO, HBO 2 i HBO 3 programima, s reprizama.
| Sezona | Sezona | Broj Epizoda | SAD emitiranje      | SAD emitiranje    | Hrvatsko emitiranje | Hrvatsko emitiranje |
| Sezona | Sezona | Broj Epizoda | Premijera sezone    | Finale sezone     | Premijera sezone    | Finale sezone       |
| ------ | ------ | ------------ | ------------------- | ----------------- | ------------------- | ------------------- |
|        | 1.     | 20           | 6. listopada 2019.  | 17. svibnja 2020. | 23. prosinca 2019.  | 13. lipnja 2020.    |
|        | 2.     | 18           | 17. siječnja 2021.  | 27. lipnja 2021.  | 7. travnja 2021.    | 16. kolovoza 2021.  |
|        | 3.     | 13           | 13. listopada 2021. | 2. ožujka 2022.   | 19. ožujka 2022.    | 11. lipnja 2022.    |

## Vanjske poveznice
- Službena stranica na cwtv.com (engl.)
- Službena stranica na warnerbros.com (engl.)
- Batwoman u internetskoj bazi filmova IMDb-a (engl.)
- Batwoman na facebook.com (engl.)